# Paralepis speciosa
Paralepis speciosa is een  straalvinnige vissensoort uit de familie van barracudinas (Paralepididae). De wetenschappelijke naam van de soort is voor het eerst geldig gepubliceerd in 1878 door Bellotti.
De soort staat op de Rode Lijst van de IUCN als niet bedreigd, beoordelingsjaar 2007.